# Pierre Jossot
Pierre Jossot, né le 4 avril 1859 à Crimolois (Côte-d'Or) et mort le 1er mai 1941 à Dax (Landes), est un homme politique français.

## Biographie
Instituteur, il est maire de Crimolois de 1900 à 1920. En 1913, il devient conseiller général du canton de Dijon-Est, puis président du Conseil général. Il est sénateur de la Côte-d'Or de 1920 à 1940. C'est un parlementaire très actif[réf. souhaitée], et il devient, en 1929, président de la commission de l'Enseignement. Le 10 juillet 1940, réfugié à Dax, il ne prend pas part au vote sur les pleins pouvoirs au maréchal Pétain.
En 1941, il est cité par le gouvernement de Vichy comme faisant partie des dignitaires de la franc-maçonnerie.

### Sources
- Jean Jolly (dir.), Dictionnaire des parlementaires français, Presses universitaires de France